# Cyclura cornuta stejnegeri
Cyclura cornuta stejnegeri Barbour & Noble, 1916, l'iguana di Mona, è una sottospecie del sauro Cyclura cornuta della famiglia degli Iguanidi.

## Descrizione
L'iguana di Mona ha un grande corpo, una testa imponente, delle zampe possenti e una coda appiattita verticalmente. Può misurare 1,22 m di lunghezza (dalla testa alla coda). Una cresta costituita da piccole corna di squame appuntite si estende dalla base della nuca all'estremità della coda. È di colore variabile dal grigio al verde oliva con lievi tonalità brune o blu. I giovani differiscono dagli adulti per avere il corpo ricoperto da strisce verticali grigie, che mantengono fino al raggiungimento della maturità sessuale, all'età di 3 anni.
I maschi possiedono prominenze ossee simili a corna sul muso, un collare di grasso a livello della regione occipitale e una grossa giogaia. Come nelle altre specie del genere Cyclura, sono più grandi delle femmine e hanno una cresta dorsale più prominente, oltre a pori femorali che permettono loro di diffondere feromoni. Le femmine non possiedono tali pori e hanno creste più corte.
È la più grande lucertola terrestre originaria dell'arcipelago di Porto Rico.

## Biologia

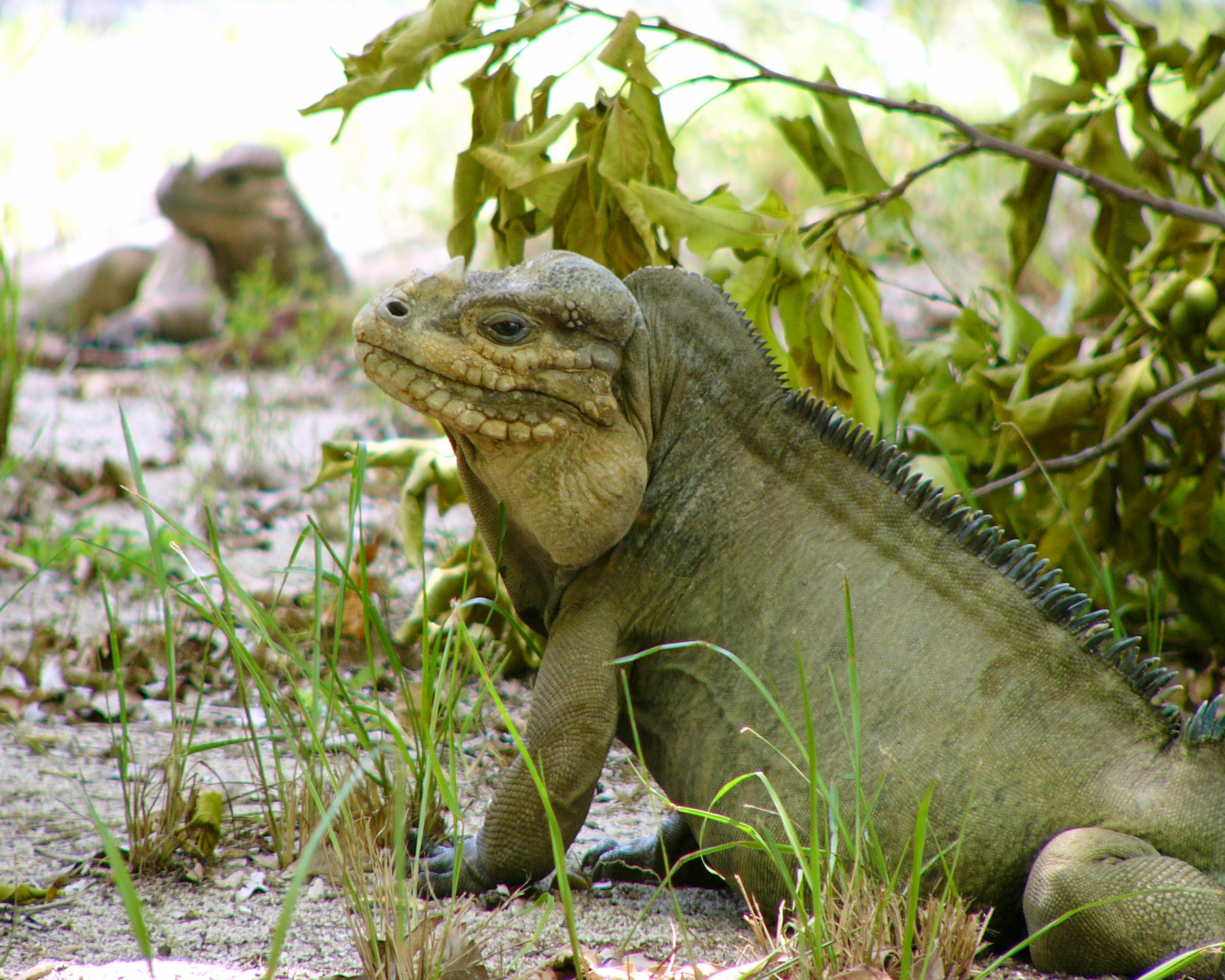
Cyclura cornuta stejnegeri.

## Comportamento
L'iguana di Mona è diurna e trascorre la maggior parte del tempo a scaldarsi al sole.

## Alimentazione
L'iguana di Mona, come la maggior parte delle specie del genere Cyclura, è principalmente erbivora, e consuma foglie, fiori, bacche e frutti di varie specie di piante. Uno studio condotto nel 2000 dalla dottoressa Allison Alberts allo zoo di San Diego ha messo in evidenza il fatto che i semi passati attraverso il tratto digerente delle Cyclura germinano più rapidamente degli altri. Questi semi godono quindi di un vantaggio adattativo importante, in quanto possono germinare prima della fine della breve stagione delle piogge. L'iguana di Mona rappresenta inoltre un importante mezzo per la propagazione dei semi, e gioca un ruolo importante nel mantenimento dell'equilibrio tra il clima e la vegetazione (è il più grande erbivoro di questo ecosistema). Talvolta, l'alimentazione viene integrata con larve di insetti, granchi, limacce, uccelli morti o funghi, e si comporta allora come un carnivoro opportunista. Le iguane di Mona mangiano i bruchi delle farfalle notturne sfingidi. Queste larve vivacemente colorate si nutrono di piante velenose e vengono evitate dalla maggior parte degli altri predatori.

## Ciclo vitale
Benché l'iguana di Mona abiti normalmente in ogni angolo dell'isola, solamente l'1% del territorio è adatto alla costruzione dei nidi. Questo luogo è situato nel sud-ovest dell'isola, e dispone di sabbia mobile e di una buona esposizione al sole. La femmina ricopre le uova con la sabbia e lascia che siano i raggi del sole a occuparsi della loro incubazione. I maschi raggiungono la maturità sessuale quando raggiungono una taglia di 28–31 cm, generalmente nel corso del terzo o quarto anno, mentre le femmine devono aspettare un altro anno e raggiungere una taglia di 35–40 cm.
La stagione della deposizione ha inizio la seconda settimana di giugno. Generalmente, una femmina si accoppia con più maschi durante le tre settimane di durata della stagione della riproduzione. La copulazione può durare tra 15 secondi e 2 minuti e 15 secondi. Un mese dopo, ha inizio la deposizione. La femmina scava un cunicolo di circa 1 m di lunghezza ad una profondità di circa 50 cm, nel quale depone 5-19 uova (12 in media). Essa sorveglia il nido nei giorni seguenti, ma non fornisce alcuna cura ai piccoli, che nascono tre mesi più tardi. Questi misurano, in media, 32 cm, e pesano 73,7 g. Crescono ad una velocità di 5,23 cm all'anno.

## Distribuzione e habitat
Questa sottospecie è endemica di Mona, a Porto Rico.
È diffusa su tutta l'isola, benché la parte sud-occidentale sia quella prediletta per la nidificazione. Trascorre la maggior parte della sua esistenza sotto terra, in varie cavità o grotte, fino a una profondità media di 1 m.

## Tassonomia
L'iguana di Mona è una sottospecie dell'iguana rinoceronte. Venne descritta come specie da Thomas Barbour e Gladwyn Kingsley Noble, nel 1916. Nel 1975, Albert Schwartz e Richard Thomas la considerarono come una sottospecie.
È tuttora in corso un dibattito per stabilire se si tratti di una sottospecie o di una specie distinta. Essa è conosciuta in certe cerchie scientifiche come Cyclura stejnegeri. Ma altri la considerano come una sottospecie.
Il nome della sottospecie, stejnegeri, commemora Leonhard Hess Stejneger, che descrisse la specie nel 1902. Il nome specifico dell'iguana, cornuta, deriva dalla parola latina cornutus, «cornuto», e si riferisce alla sorta di corna visibili sul muso dei maschi. Il nome generico, Cyclura, deriva dal greco antico cyclos (κύκλος), «circolare», e ourá (οùρά), «coda», e si riferisce ai grandi anelli visibili sulla coda di tutte le Cyclura.

## Conservazione

### Stato di conservazione
La popolazione viene valutata in 1500 esemplari, con una densità inferiore a quella che si può riscontrare su altre isole antillane abitate dalle iguane. Le iguane immature sono rare, e non rappresentano che il 5-10% della popolazione; ciò rivela una popolazione anziana e in diminuzione.

### Minacce
I maiali selvatici rappresentano la minaccia più seria, in quanto attaccano i nidi delle iguane, che sono raggruppati in uno spazio ridotto. Le capre e i suini introdotti sono concorrenti alimentari delle iguane, e la scomparsa della vegetazione lascia i giovani privi del riparo da alcuni predatori quali il falco pescatore o i gatti selvatici.

### Programmi di conservazione
Per contribuire a ripristinare la popolazione di iguane di Mona, nel 1999 venne istituito un programma dal dipartimento della Natura e delle Risorse ambientali di Porto Rico, in collaborazione con il gruppo di specialisti delle iguane della IUCN, lo US Fish and Wildlife Service, lo zoo di Toledo e l'università di Porto Rico. Questo programma prevede sia l'allevamento delle iguane fino a quando non sono in grado di sopravvivere in natura, che l'eradicazione dall'isola di maiali inselvatichiti e di gatti selvatici. Il programma prevede inoltre l'esecuzione di esami medici prima che gli animali vengano rilasciati. Questi esami vengono usati per creare una banca dati per determinare i normali valori fisiologici dell'animale e identificare futuri problemi di parassitismo o di malattia che potrebbero minacciare la specie.